# Petőfi Gyógyszertár

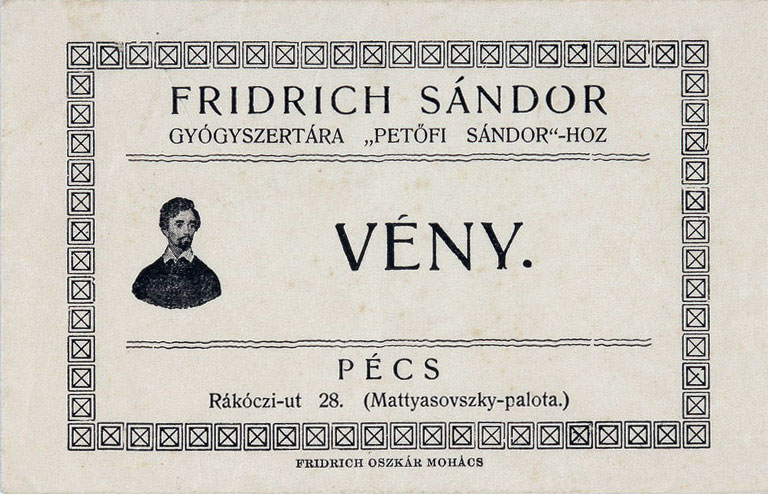
A Petőfi Gyógyszertár vény nyomtatványa

A Petőfi Gyógyszertár Pécs tizedik patikája volt, melyet 1923-ban nyitott meg Fridrich Sándor helyi gyógyszerész

## Alapítása
1922-ben a tizedik önálló pécsi gyógyszertár jogának elnyeréséért 13 gyógyszerész folyamodott. Pécs szabad királyi város közigazgatási bizottsága 1922. december 13-án tartott rendes ülésén a jogosítványt Fridrich Sándornak, az Arany Sas patika gondnokának ítélte. A döntést a korabeli sajtó így kommentálta:
| Mint a legnagyobb forgalmú Wéber-gyógyszertárnak egy évtizeden át volt gondnoka, számtalan tanujelét adta páratlan szakértelmének és lelkiismeretes gondosságának. E kiváló szakbeli és egyéni tulajdonságait vette figyelembe a város közigazgatási bizottsága, amikor a pályázók közül a gyógyszertári jogot neki adta. |

Fridrich Sándor 1923. december 30-án kivált az Arany Sas gyógyszertárból, és december 31-én megnyitotta a saját, „Petőfi Sándor”-hoz címzett patikáját.

### Alapítás éve
Az alapítás évének kérdésében a források egymásnak ellentmondanak. A pályázati kiírás szerint a gyógyszertárnak 1924. január 1-ig kellett megnyílnia, és bár a patikanyitást számos korabeli dokumentum és a helytörténészek kutatásai is 1923-ra datálják, de bizonyos források 1924-ről írnak. Utóbbit támasztja alá egy 1925-ös újsághír is, de az 1924-es évre kiadott Gyógyszerész zsebnaptárban már szerepel a patika (“a gyógyszertár felállítási éve”-ként 1923-at megadva), és ugyanez a kiadvány a Baranya vármegyei kerülethez tartozó gyógyszertárak megjelölésénél is már 10 pécsi patikával számol.
Az az elmélet, hogy azért lett a gyógyszertár Petőfi Sándorhoz címezve, mert születése centenáriumán nyílt, szintén az 1923-as nyitási évet valószínűsíti.

## Névválasztás
A magyar költőre utaló névválasztással a német nevű Fridrich magyarságát akarta hangsúlyozni. A patika megnyitása éppen Petőfi Sándor születésének 100. évfordulójára esett.
Érdekesség, hogy a Petőfiről elnevezett gyógyszertár pont 26 évig működött. Baranyai Aurél erről így emlékezett meg:
| Az alapítástól számított huszonhatodik esztendőben meghalt a Petőfi patika, s emléke elenyészett. Petőfi éppen huszonhat évig élt, de túlért minden halálon, amit dalaiba rejtett. A pécsiek Petőfi patikája addig élt, ameddig a Költő, aki néhány boldog esztendőre odakölcsönözte szent nevét egy kisded egészség hajléknak. |

## Az épület
A gyógyszertár a Pilch Andor tervei alapján 1908-ban elkészült Zsolnay-Mattyasovszky palota délnyugati sarkán,  a Rákóczi út 28. szám alatt volt található. A palota három fontos utca, a Rákóczi út, az Indóház utca és a Majláth utca találkozásánál, a Zsolnay-szobor mellett épült, fölszinti részét különböző üzletek foglalták el. Itt kanyarodott délnek a Főpályaudvar irányába az 1913-ban megindult pécsi villamos.
Az officina magas helyiségét galéria osztotta ketté. A galérián volt az inspekciós szoba, a készítményeket a gyógyszerészek a pincében található laboratóriumban készítették.

## Közismert patikusok
A gyógyszertár alapítója és tulajdonosa Fridrich Sándor volt.
1923-ban vele együtt távoztak az „Arany Sas”-ból Vécsey Géza és Weigl Dezső gyógyszerészek is.
Bérmafiát, Baranyai Aurélt 1926-ban az alábbi levéllel hívta vissza Pécsre: „Nem szeretek idegenekkel dolgozni. Gyere Pécsre. Sándor”. Baranyai 1944-ig tartozott patikához.
A gyógyszertárban dolgozott 1933-tól 1941-ig, majd 1944-től 1946-ig Kerese István is.
Fridrich nagy súlyt helyezett az ifjú gyógyszerésznemzedék szakmai, gyakorlati nevelésére. Országosan ismert és tisztelt gyógyszerészek lettek gyakornokai közül Horváth Dezső és Neuber Edina is.

## Társadalmi élet
A kor szokásainak megfelelően a patikában pezsgő társadalmi élet is folyt. A helyi értelmiségiek jeles képviselői (pl. Heim Pál, Kiss József, Neuber Ernő, Reéh György, Reuter Camillo, Vertán Emil) heti rendszerességgel összegyűltek, hogy a gyógyszerészek által kikísérletezett italkülönlegességek, egy kis pécsi sör, és a Szigeti úti Kaminek pékségből frissen szállított ropogós sós stangli mellett vitassák meg gondolataikat, filozofáljanak, anekdotázzanak.

### Titkos receptúrák

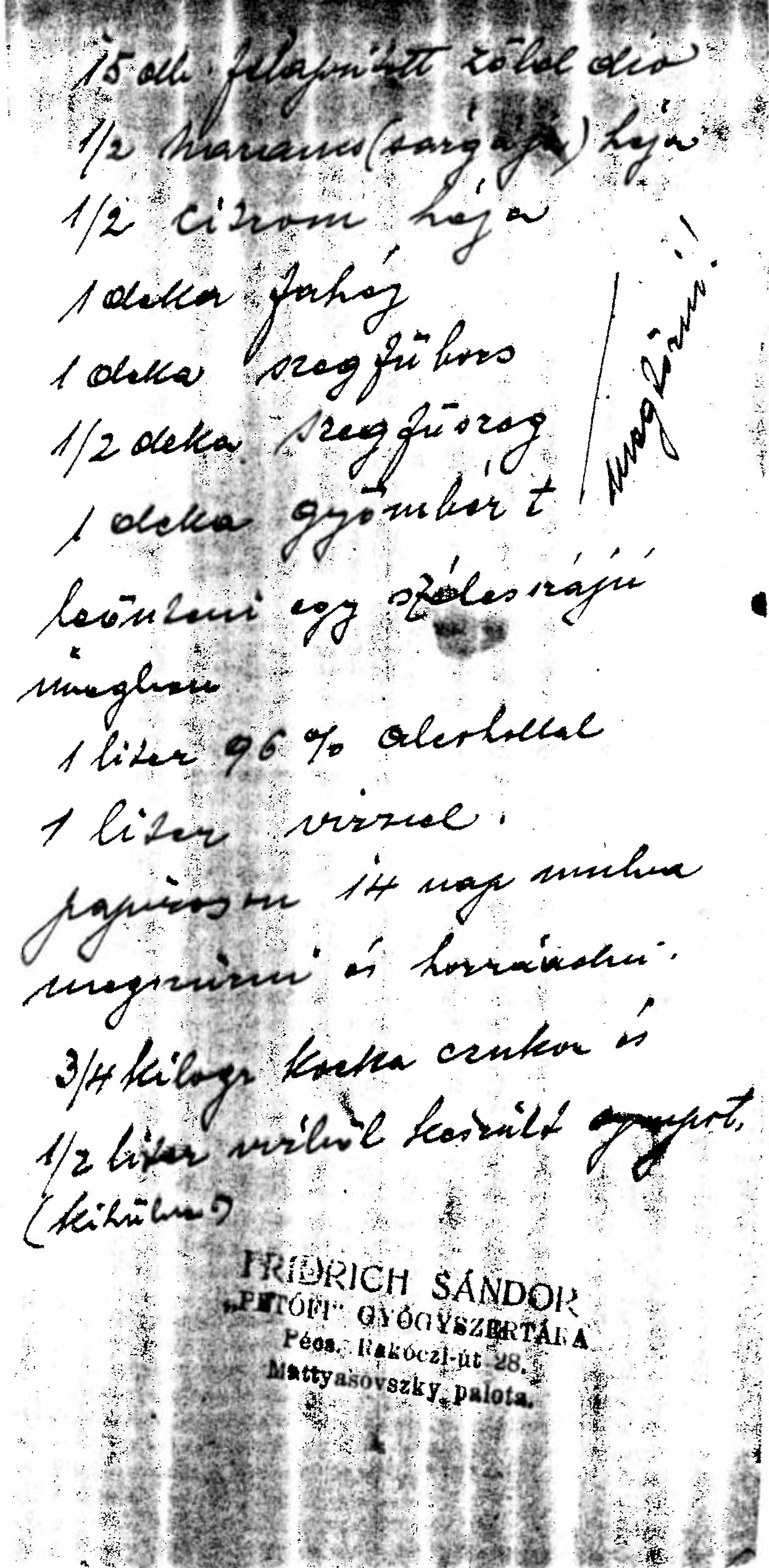
A Fridrich féle zölddiópálinka receptje, rajta a Petőfi Gyógyszertár pecsétje

A korra jellemző volt, hogy a gyógyszerészeknek nemcsak a gyógyszerek és balzsamok elkészítésére volt saját receptúrájuk, hanem minden patika kísérletezett saját pálinkaféleségek és likőrkülönlegességek készítésével is (egy ilyen pécsi aperitifspecialitás volt a Geiger Kálmán által gyógynövényekből készített, később országosan ismertté vált Mecseki Itóka is).
A Petőfi Gyógyszertár két fennmaradt “titkos” receptje:
| Zölddiópálinka Főzzünk össze 15 db felaprított zöld diót 1/2 narancs és 1/2 citrom héjával, 1 deka fahéjjal, 1 deka szegfűborssal, 1/2 deka szegfűszeggel és 1 deka gyömbérrel. Ezt öntsük egy széles szájú üvegbe, és adjunk hozzá 1 liter 96%-os alkoholt és 1 liter vizet. Hagyjuk állni 14 napig, ekkor papiruszon szűrjük le, és adjunk hozzá 3/4 kiló kockacukorból és 1/2 liter vízből készített, kihűlt szirupot. |  | Mustár Négy liter mustot egy literre bepárologtatunk. 300 gramm fekete és 100 gramm fehér mustármagot lisztté őrlünk és megszitáljuk. Az összekevert mustárlisztet vízzel leforrázzuk és csúcsos vászonzacskóban a vizet lecsepegtetjük róla. A pépet cseréptálban a besűrített musttal apránként elkeverjük, 150 gramm porcukrot elegyítve hozzá. Keverékünket egyszer felfőzzük és egy citrom reszelt héját, ízlés szerinti mennyiségű fahéj- és szegfűszegport szórunk bele. Ha mustárunk túl sűrű lett, besűrített musttal mézállományúra kell hígítani. |

## Megszűnése
Fridrich halálát követően a gyógyszertárat mint elhagyott javat a Gyógyszertárak Nemzeti Vállalata államosította. A patika azonosítási száma a papírokon 10/10, vezetője Horváth Dezső lett. A gyógyszertárat 1949-ben végleg bezárták.